# SF Studios

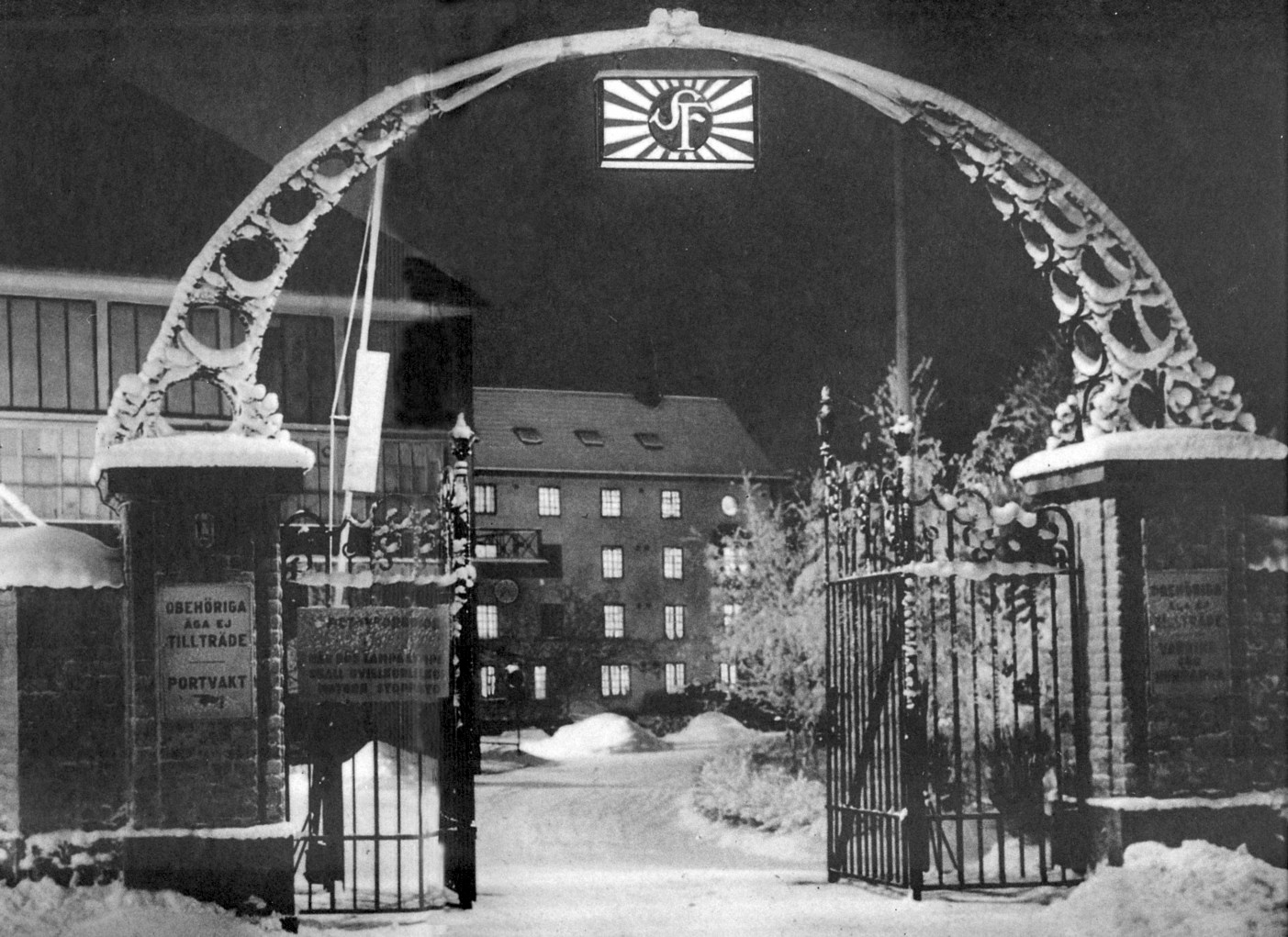
Entrén till filmstudion Filmstaden omkring 1930.

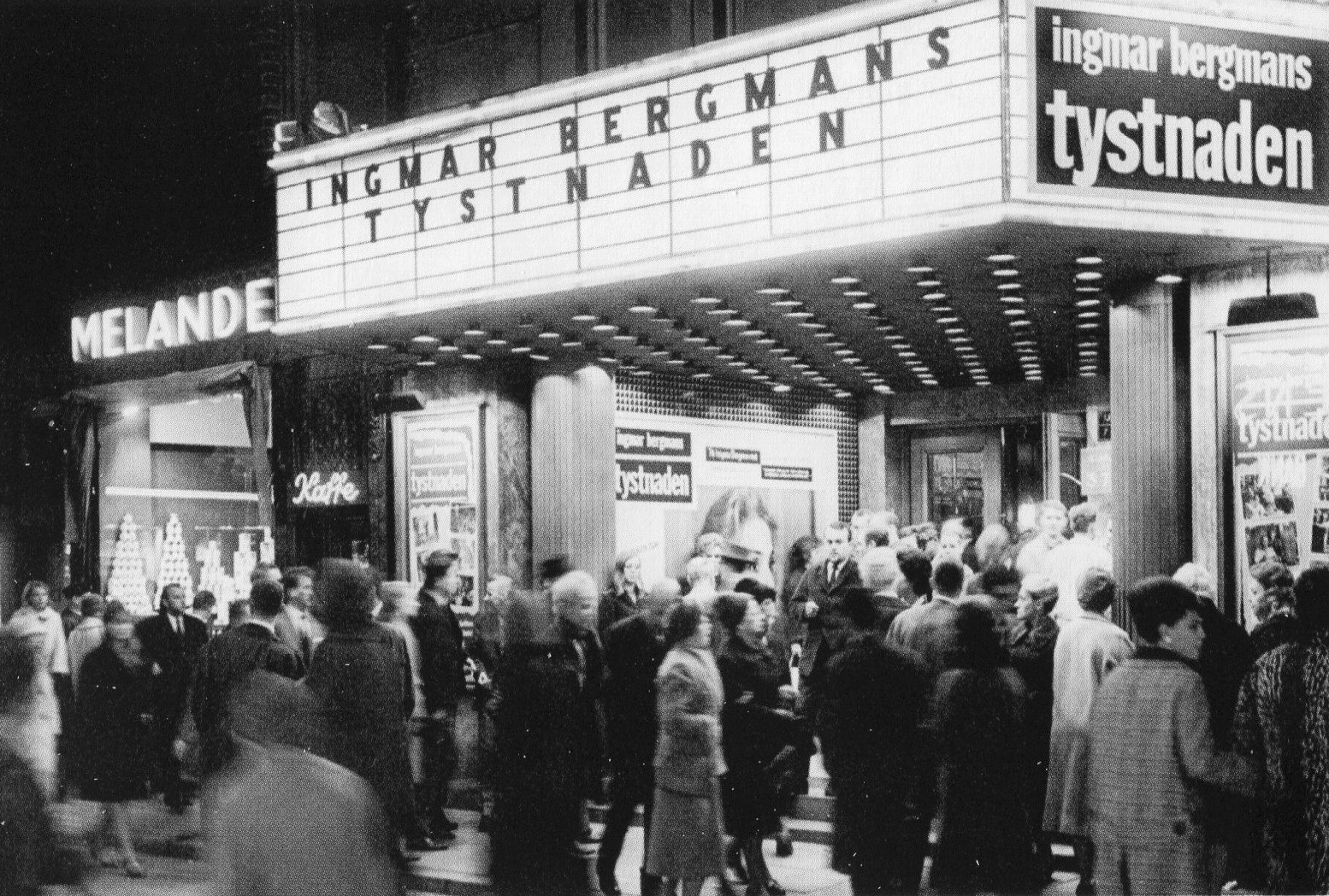
Röda Kvarn i Stockholm var länge SF:s premiärbiograf.

Aktiebolaget Svensk Filmindustri (SF Studios. tidigare SF) bildades den 27 december 1919, genom en sammanslagning av AB Svenska Biografteatern och Filmindustri AB Skandia med Ivar Kreuger som majoritetsägare. AB Svensk Filmindustri utvecklades till Sveriges största och mest inflytelserika biograf-, distributions- och produktionsbolag. Sedan maj 2016 verkar bolaget under namnet SF Studios.
Fastighetsbolaget Hufvudstaden AB blev 1970 huvudägare av SF och tre år senare såldes SF till Dagens Nyheter. Sedan 1983 ägs SF av Bonnierkoncernen, och 1998 delades bolaget upp i separata bolag – produktions- och distributionsbolaget AB Svensk Filmindustri och biografbolaget SF Bio (numera Filmstaden). I mars 2013 sålde Bonniers 60 procent av SF Bio till riskkapitalbolaget Ratos som är ägare av finska Finnkino.  Svensk Filmindustri, numera SF Studios, driver även Video on Demand-tjänsten SF Anytime som distribuerar film och tv-serier via internet till konsumenter i de nordiska länderna och i Baltikum. 
Som produktionsbolag har SF Studios framförallt gjort sig känt för filmer av Victor Sjöström, Mauritz Stiller och Ingmar Bergman, samt för filmatiseringar av Astrid Lindgrens böcker.

## Historik

### 1919–1929: Stumfilmstiden
Genom sammanslagningen av Skandiafilm och Svenska Biografteatern den 27 december 1919 kom SF att äga 70 biografer. Svensk Filmindustri fick ett aktiekapital på 35 miljoner. Bolagets första chef blev Charles Magnusson, tidigare chef för Svenska Biografteatern. Victor Sjöström och Mauritz Stiller var de stora regissörerna på den tiden och deras filmer exporterades till hela världen. Bland dessa filmer kan Erotikon, Häxan och Gösta Berlings Saga nämnas. SF hade kontor i London, Paris, Amsterdam, Berlin och New York, samt representation i Mexico City och Shanghai.
Mellan åren 1919 och 1920 lät SF uppföra det ”svenska Hollywood”, Filmstaden i Råsunda, Solna kommun utanför Stockholm, en av Europas modernaste studioanläggningar på sin tid. Här producerades mellan 1920 och 1969 nära 400 långfilmer och den första film som spelades in var Victor Sjöströms storsatsning, stumfilmen Körkarlen.
SF saknade likvida medel och tvingades 1921 sälja de flesta av sina biograffastigheter till fastighetsbolaget Hufvudstaden AB. I slutet av 1920-talet råkade SF åter i kris, depression och arbetslösheten gjorde att svenskarna gick allt mindre på bio och SF:s exportmarknad minskade. Dessutom fanns interna stridigheter mellan SF:s ledning och bolagets ägare med Ivar Kreuger i spetsen. 1926 hade Kreuger till och med försökt sälja bolaget till Universum Film AG UFA i Tyskland. Företaget omorganiserades och stora personalnedskärningar genomfördes. Charles Magnusson fick sluta, hans efterföljare blev Olof Andersson. Detta i samband med att ljudfilmen introducerades gjorde att SF fick medvind igen.

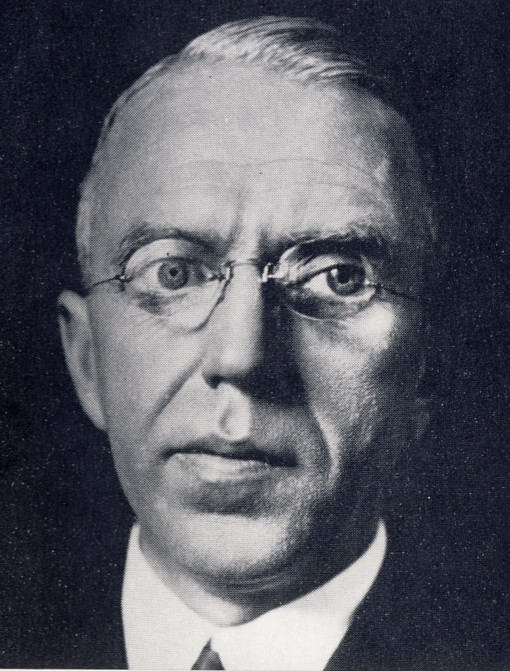
SF:s VD Charles Magnusson
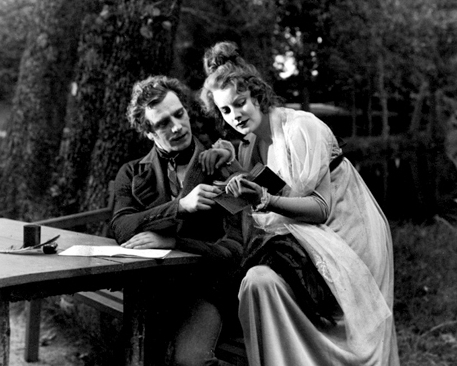
Greta Garbo i Stillers Gösta Berlings saga 1924
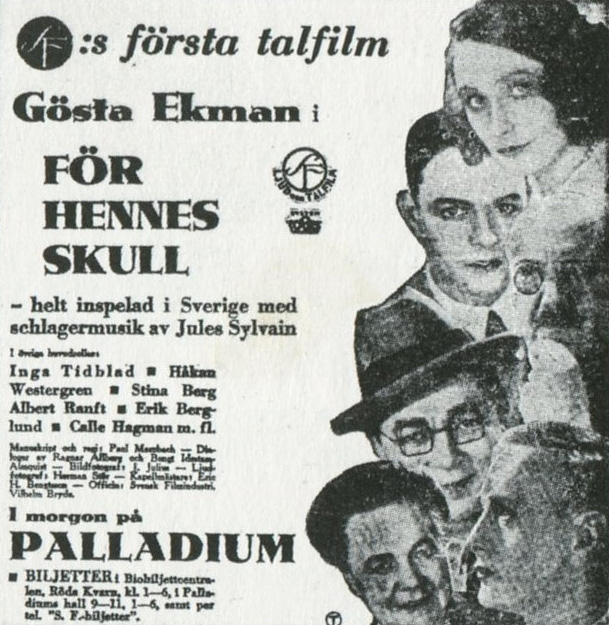
Ljudfilmen För hennes skull, annons i DN 1930
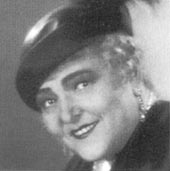
SF:s produktionschef 1933-41 Karin Swanström
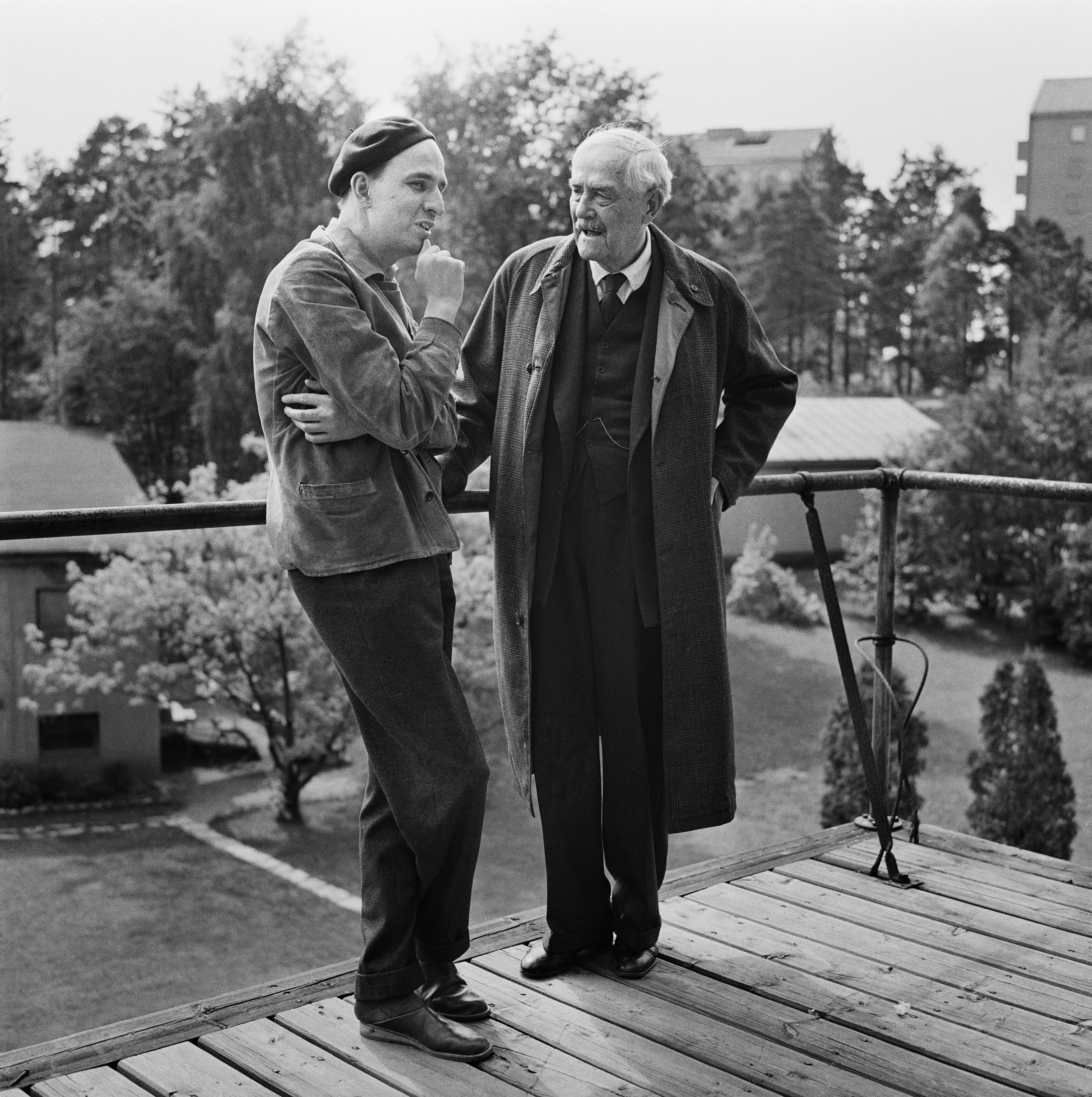
Ingmar Bergman och Victor Sjöström 1957

### 1930–1970: Det dominerande filmbolaget
SF:s och Sveriges första egenproducerade långfilm med optiskt ljud (innan dess kom ljudet från en separat grammofonskiva) blev För hennes skull, och hade premiär på biograf Palladium i Stockholm den 11 augusti 1930.
SF förblev det dominerande svenska filmbolaget under 1930-talet, och under decennierna därefter. Produktionschefen vid Filmstaden, Karin Swanström, lät producera folklustspel, komedier och melodramer. Många av dem publiksuccéer med stjärnor som Fridolf Rhudin, Sickan Carlsson, Tutta Rolf, Edvin Adolphson, Åke Söderblom och Ingrid Bergman. Regissören Victor Sjöström blev 1943 konstnärlig ledare hos SF och stödde den unge Ingmar Bergman som manuskriptförfattare (Hets,1944) och regissör (Kris,1946). Ingmar Bergman skulle prägla bolaget under många år framåt och göra det internationellt känt.
År 1963 blev skådespelaren och regissören Kenne Fant chef för SF och 1965 köpte SF in sig i Olle Nordemars bolag Artfilm och produktionsbolaget SF-Artfilm bildades. Under 1960-talet producerade SF bland annat Ingmar Bergmans Persona, Bo Widerbergs Kvarteret Korpen, Hasse och Tages komedi Att angöra en brygga och Jan Troells episka film Här har du ditt liv.

### Efter 1970: Återkommande omstruktureringar
Bolaget Hufvudstaden, som under 60-talet ökat sitt aktieinnehav i SF, blev huvudägare 1970 och gjorde stora omstruktureringar. Flera bolagsförändringar trädde i kraft den 1 januari 1970. Det gamla företaget AB Svensk Filmindustri bytte namn till AB Filmfastigheter och blev ett fastighetsbolag. Film- och biografverksamheten flyttades till ett vilande bolag som övertog namnet AB Svensk Filmindustri. Samtidigt bytte SF-artfilm namn till SF-Produktion AB.
AB Filmfastigheter, inklusive Filmstaden i Solna, fusionerades senare med Hufvudstaden AB. 1973 såldes SF, SF Produktion och laboratoriet Filmteknik till Dagens Nyheter för 55 miljoner kronor.
I början av 1980-talet sökte filmbolagen i Sverige vinna fördelar genom uppköp - Sandrews bjöd på SF, Esselte på Europafilm och Europafilm på SF. Då gick Bonnierföretagen in och köpte SF (1983). Året efter köpte Svensk Filmindustri Europafilm;  man behöll biograferna men sålde Europafilms studiolokaler till grammofonbolaget Sonet. Samma år blev Expressens Lennart Wiklund ny VD för Svensk Filmindustri. 1987 delades SF upp i fem bolag - SF Produktion AB, SF Distribution AB, SF Bio AB, SF Media AB och SF Television AB. SF inledde även ett samarbete med Esselte, som byggt biokomplex i Göteborg och Malmö. SF var nu landets i särklass största biografföretag med 188 biografsalonger i 47 städer.
SF producerade under 1970- och 1980-talen populära filmer baserade på Astrid Lindgrens böcker,  komedier om Jönssonligan och filmer av Lasse Hallström, bland annat Mitt liv som hund. Bland de mer seriösa filmerna märks Baltutlämningen av Johan Bergenstråhle, Paradistorg av Gunnel Lindblom och Jan Troells Utvandrarna, Nybyggarna och Ingenjör Andrées luftfärd.
SF utvidgade sin verksamhet till andra nordiska länder. 1989 grundades distributionsbolaget SF Norge AS och senare SF film AS i Danmark och SF Film Oy i Finland. År 1998 genomfördes ytterligare en omstrukturering av SF;  AB Svensk Filmindustri delades upp i SF Bio AB och Svensk Filmindustri AB.
2004 var Sandrew-Metronomes biografer ute på marknaden till försäljning, SF la ett bud men affären stoppades av konkurrensverket. Biograferna köptes av nystartade Astoria Cinemas.
Decennierna runt millennieskiftet återfinns i SF:s produktionskatalog en mängd Astrid Lindgren-filmer,  komedier som Drömkåken och Svensson Svensson – filmen, deckare som Sista kontraktet och Hypnotisören, Arn-trilogin, Jan Troells film Hamsun,  samt filmer av Colin Nutley.
Under 2000-talet producerades färre filmer, och huvudvikten låg på distribution, men i samband med uppköpet av Tre Vänner 2013 förstärktes SF:s produktion. Sedan 2013 har filmer och TV-serier som En man som heter Ove, Snabba cash III, Borg/McEnroe och Badhotellet producerats av bolaget.
År 2016 döpte SF om sig till SF Studios och öppnade året därpå en internationell filmavdelning med syfte att producera engelskspråkigt innehåll. Bolaget fick 2019 en produktionsenhet i Norge i och med uppköpet av norska bolaget Paradox.

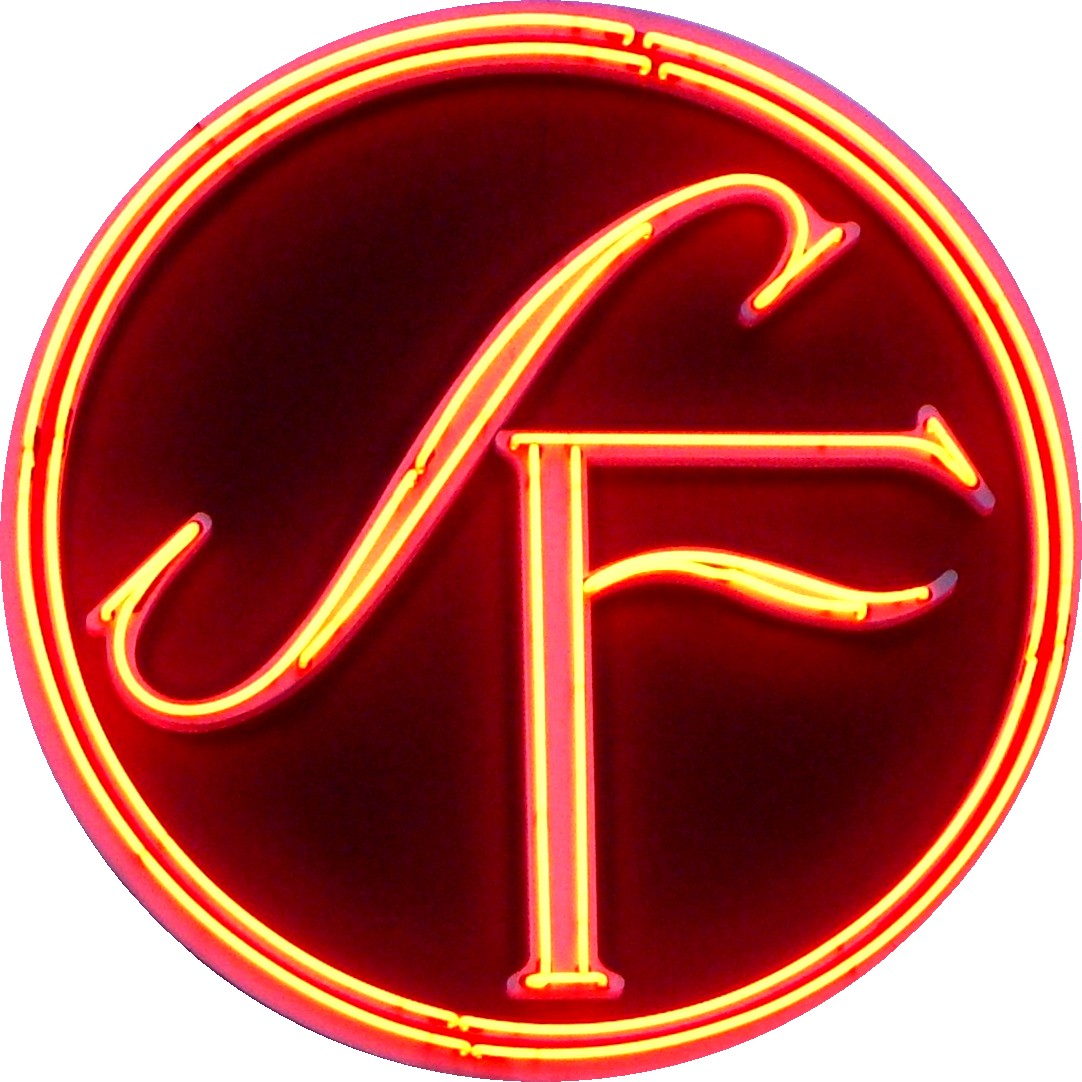
SF:s logotyp i neon.
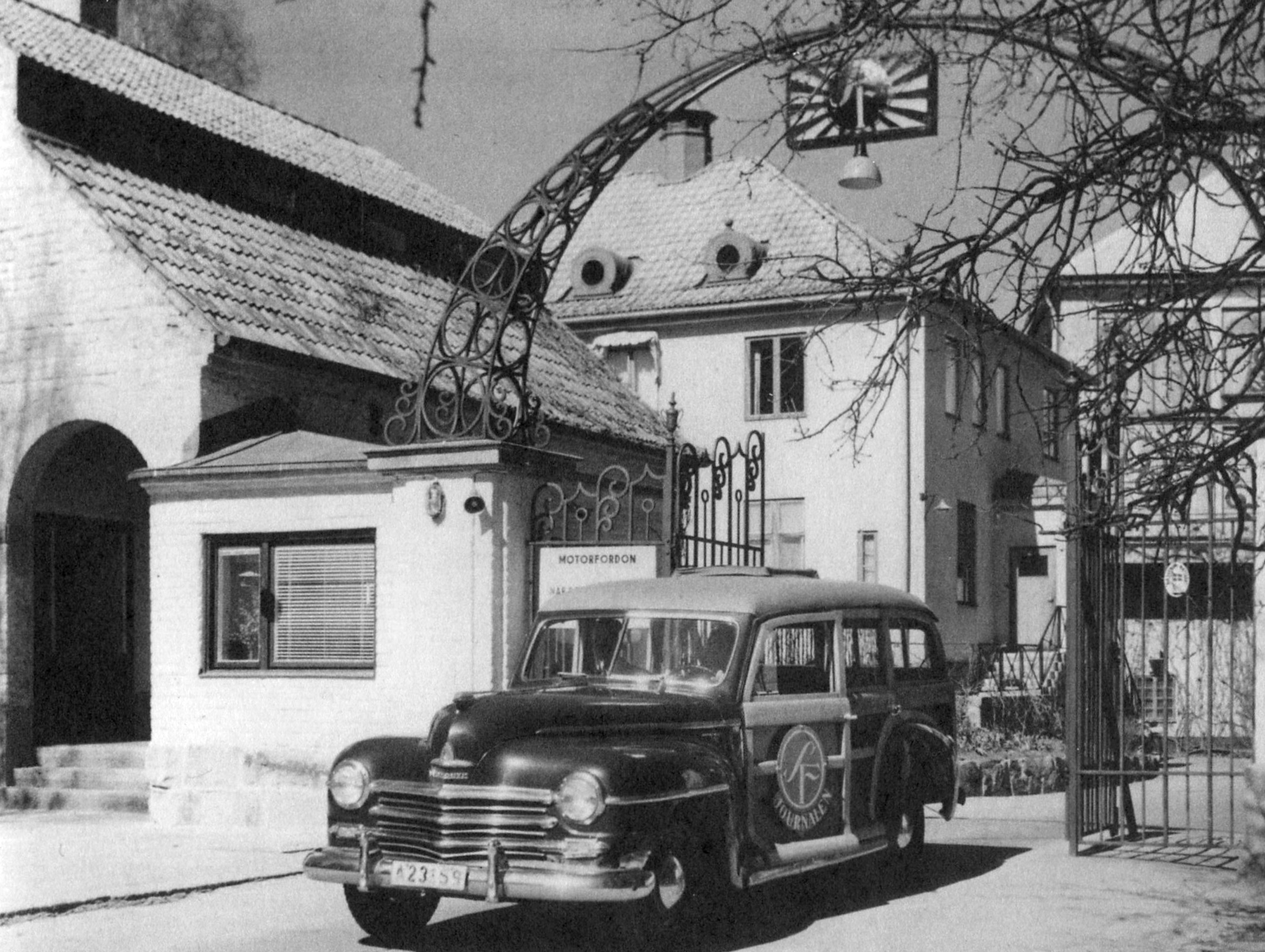
SF-journalens filmbil vid entrén till Filmstaden i Råsunda 1940.
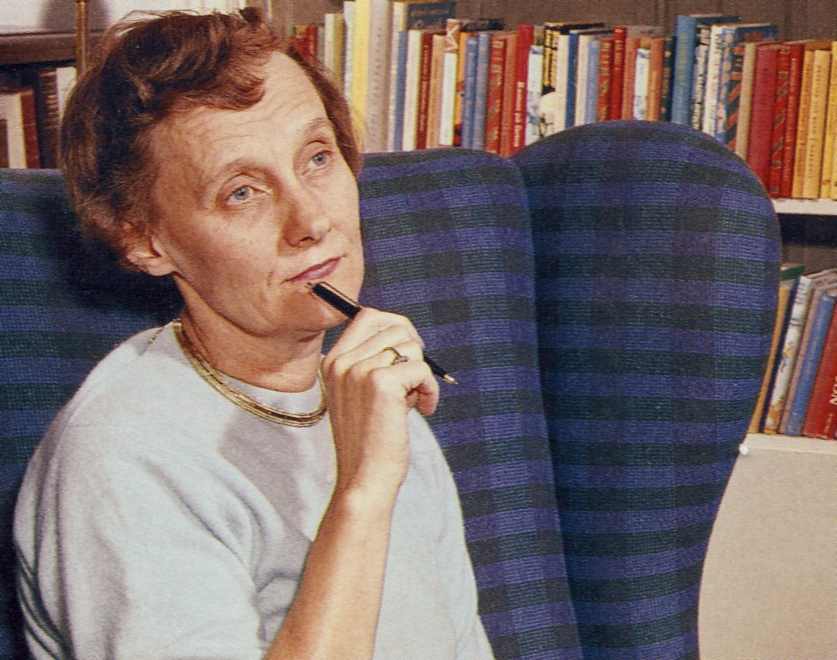
Många av Astrid Lindgrens böcker har filmatiserats av SF.
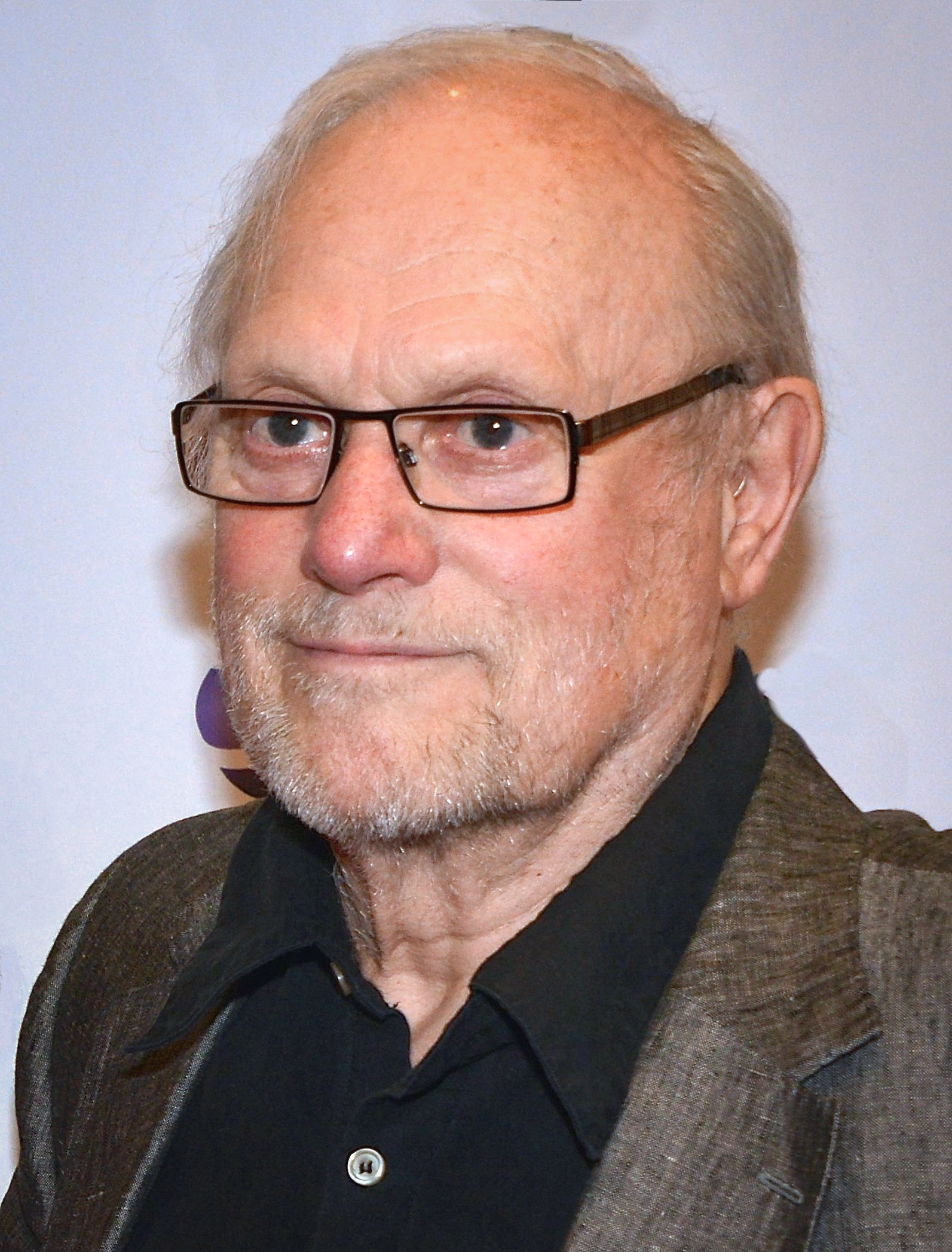
SF har producerat flera av Jan Troells filmer.
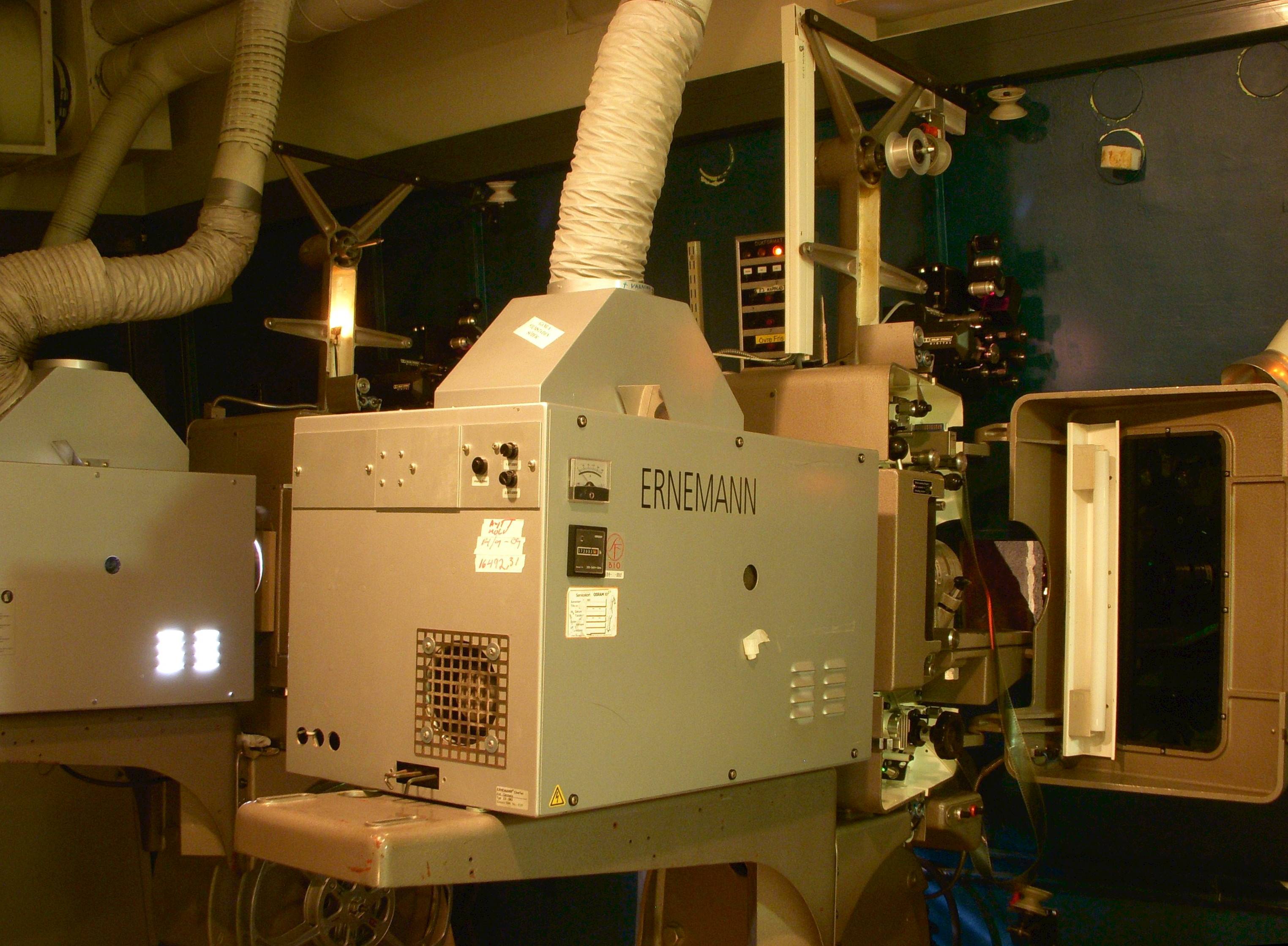
Filmprojektor på Skandia. 2013 hade SF bytt ut alla filmprojektorer mot digitala.

## SF:s logotyp
SF:s logotyp är formgiven av konstnären Nils Hårde, anställd på Svensk Filmindustri som reklamchef. På affischen med Greta Garbo (Gösta Berlings saga) tecknad av Hårde, finns hans initialer "NH" i översta högra hörnet och SF-märket i det vänstra övre hörnet.

## SF-journalen
Redan år 1914 började Svenska Biografteatern, föregångaren till Svensk Filmindustri, att veckovis producera en filmjournal, förebilden kom framför allt från Pathé-film i Frankrike. Under olika namn kom denna svenska filmjournal att visas regelbundet varje vecka på landets biografer under närmare ett halvt sekel. Den har gått till historien under namnet SF-journalen och många av deras kortfilmer har blivit rariteter. Från första världskriget till televisionens genombrott förmedlade SF-journalen nyheter och underhållning till svenska folket.
SF sålde sitt journal- och kortfilmsarkiv från åren 1897–1960 till Sveriges Radio 1964.

## Lista över SF-filmer
Lista över filmer producerade eller distribuerade av SF finns på Svensk Filmdatabas:
- SF-Artfilm
- AB Svensk Filmindustri

SF-journalen på Svensk Mediedatabas:
- SF-journalen